# Opium (1948)
Opium ist ein US-amerikanischer Kriminalfilm im Stil des Film noir aus dem Jahr 1948 von Robert Stevenson mit Dick Powell und Signe Hasso in den Hauptrollen.

## Handlung
1935 versucht das Finanzministerium der USA, dem die Drogenbehörde unterstellt ist, den weltweiten Opiumhandel zu unterbinden. Der Agent Michael Barrows, Leiter des Büros in San Francisco, wird wegen seiner Kenntnisse mit dem Projekt beauftragt. Michael wird Zeuge, wie an der Küste ein japanischer Frachter 100 chinesische Sklavenarbeiter über Bord wirft, um mit leichterem Gewicht der US-Küstenwache zu entkommen. Durch sein Fernglas kann er den Kapitän und den Namen des Schiffes, Kira Maru, ausmachen. 
Michael beginnt mit seinen Nachforschungen in Shanghai. Zu seinem Ärger wird dort der skrupellose Kapitän in Abwesenheit nur zu 30 Tagen Gefängnis verurteilt. Michael begegnet Lum Chi Chow, Kommissar der chinesischen Drogenbehörde, der ihm ein Tonband vorspielt, auf dem ein Mann über die Kira Maru spricht, die 200 chinesische Sklavenarbeiter für den Mohnanbau nach Kairo transportieren soll. Der genaue Standort des Mohnfeldes ist unbekannt, doch Chow ist sich sicher, dass man dies bei der Ernte herausfinden werde, die genau fünf Tage nach dem Abwurf der Blüten stattfinden muss.
Michael macht sich auf die Suche nach der Rikschawerkstatt des Drogenhändlers Nicolas Sokim. Dabei begegnet er der Witwe Ann Grant, die ihre junge chinesische Schutzbefohlene Shu Pan Wu nach San Francisco schicken will. Sokim schafft es nicht, Michael von seiner Spur abzubringen. Daher schluckt er Gift und begeht Selbstmord. Da Sokim der Kontaktmann für den Drogentransport nach Shanghai war, muss Michael selbst nach Kairo reisen. Dort findet Michael Indizien, dass auch Ann in den Drogenschmuggel involviert ist. Der frisch geerntete Mohn, aus dem das Opium gewonnen wird, wird mit einer Kamelkarawane durch die Wüste nach Kairo transportiert. Der Wert der Ladung, die in den Mägen der Kamele eingebracht wurde, liegt bei einer Million Dollar. 
Michael folgt der Lieferung bis nach Havanna, wo das Opium hergestellt wird, bevor es in die USA geschmuggelt wird. In Havanna entdeckt er Ann und Shu Pan. Er entscheidet sich, dem Rauschgift weiterhin zu folgen, bevor er Verhaftungen vornehmen lässt. Das Opium wird in Butterkartons verpackt und auf ein Schiff gebracht. Michael bucht eine Passage nach New York auf dem Schiff. Während der Reise bricht an Bord ein Brand aus. Dabei werden die Butterkartons mit Gewichten versehen über Bord geworfen. Michael alarmiert die Küstenwache, die ein Patrouillenboot entsendet, das das Schiff stoppt. Michael nimmt Ann und Shu Pan mit an Bord des Patrouillenbootes, das nun zum Ort des Abwurfs der Kartons fährt. Dort ist mittlerweile ein Fischerboot angekommen, dessen Besatzung die Kartons an Bord nimmt. Es kommt zu einem Gefecht, in dessen Verlauf Shu Pan nach Michaels Waffe greift. Die junge Frau entpuppt sich als Anführerin des Schmugglerrings, was Michael nicht überrascht, der ihr seltsames Verhalten während des Schiffsbrandes beobachtet hat. Da er damit gerechnet hat, dass sie nach seiner Waffe greifen wird, hat er seine Pistole mit Platzpatronen geladen. Shu Pan kann festgenommen und damit ein großer Schmugglerring zerstört werden.

## Produktion

### Hintergrund
Gedreht wurde der Film vom 6. Dezember 1946 bis zum 19. Februar 1947 auf Santa Catalina Island und im Hafen Los Angeles. Hintergrundaufnahmen entstanden in New York, Shanghai, Kairo und Havanna.
Eine Texttafel weist zu Beginn des Films darauf hin, dass der Geschichte reale Vorfälle zu Grunde liegen, die vom Finanzministerium der Vereinigten Staaten, dem dieser Film gewidmet ist, dokumentiert wurden.
Produzent Buchman vertrat Regisseur Stevenson wegen einer Erkrankung. Ein weiteres Mal vertrat er ihn, als Stevenson nach London reiste, um einer Verpflichtung gegenüber Alexander Korda nachzukommen.
Jay Richard Kennedy, der Autor der Originalgeschichte, verkaufte seine Story 1946 für 100.000 Dollar (2023: ca. 1,6 Millionen Dollar) an Columbia Pictures. Er wurde zu der Geschichte durch Harry J. Anslinger inspiriert, der Mitglied der UN-Drogenkommission war. 
In einer beispiellosen Aktion berichtigte die Zensurbehörde PCA einige Klauseln, um die detaillierte Darstellung von Drogen im Film zu verbieten. Kennedy und andere hochrangige Persönlichkeiten sollen die PCA dazu bewegt haben, diese Berichtigungen für den Film zurückzunehmen.
Das Seegefecht am Ende des Films wurde von Spezialeffekttechniker Lawrence W. Butler im Hafen von Los Angeles inszeniert. 
Insgesamt kostete die Produktion ca. 2 Millionen Dollar (2023: ca. 26 Millionen Dollar).

### Stab
Stephen Goosson und Cary Odell oblag die künstlerische Leitung. William Menefee und Frank A. Tuttle waren für das Szenenbild zuständig, Jean Louis für die Kostüme. Lawrence W. Butler schuf die Spezialeffekte. Richard H. Kline war als Kameraassistent engagiert. Ray Nazarro war Regisseur der Second Unit in China, Gordon Griffith Produktionsassistent. Der spätere Schauspieler John Dierkes arbeitet zum Zeitpunkt der Dreharbeiten für das Finanzministerium und wurde als technischer Berater eingesetzt. Musikalischer Direktor war Morris Stoloff.

### Besetzung
In kleinen, nicht im Abspann erwähnten Nebenrollen traten Bess Flowers, Richard Loo, Vernon Steele, Ivan Triesault und Victor Sen Yung auf. 

## Veröffentlichung
Die Premiere des Films fand am 27. Februar 1948 statt. In der Bundesrepublik Deutschland kam er 1949 in die Kinos, in Österreich am 7. Oktober 1949. 

## Kritiken
Das Lexikon des internationalen Films schrieb: „Gut konstruierter temporeicher Actionkrimi.“
Bosley Crowther von der The New York Times befand, auch wenn der Film gewöhnlich aussehe, sei er es nicht. Man könne ausdrücklich betonen, dass seine Behandlung des teuflischen Geschäfts beispielhaft sei. Die Macher fertigten einen melodramatischen Unterhaltungsfilm mit Intelligenz, Aufrichtigkeit und mit hoher Rücksicht auf die Zuversicht der beteiligten Behörden. Nach all der journalistischen Kargheit der Einleitung sei der Film überwiegend eine Räuber-und-Gendarm-Geschichte, die zu sehr auf physische Gewalt setze. Unglücklicherweise erhöhe dies die künstliche Ausstrahlung, was die Storyentwicklung sehr wie Posieren erscheinen lasse. Dadurch werde die generelle dramatische Wirkung gemindert.

## Auszeichnungen
Bei den Filmfestspielen von Venedig wurde der Film 1948 für den Großen Internationalen Preis, den späteren Goldenen Löwen, nominiert.